# خط میدان

خطوط میدان ایجاد شده توسط بار منفی (وسط)، بار مثبت (چپ) و بار خنثی (راست) نشان داده شده‌است.

خط میدان (انگلیسی: Field line) بار الکتریکی در اطراف خود میدانی ایجاد می‌کند که با استفاده از مصورسازی علمی اینچنین توصیف می‌شود که خط میدان از باری که مثبت است خارج می‌شود و به باری که منفی است وارد می‌شود. البته بسته به اندازه بار تعداد خطوط کم یا زیادتر احتساب می‌گردد.